# Котлас
Котлас (на руски: Ко́тлас) е град в Русия, административен център на Котласки район, Архангелска област. Разположен е на мястото на сливането на реките Вичегда и Северна Двина, на около 500 km югозападно от Архангелск. Населението на града през 2015 година е 60 981 души.

## История
Територията на днешен Котлас е била заселена от различни племена още от 9 век. През 15 век влиза в състава на Московското княжество. Археологически разкопки показват следи на славянски и угро-фински култури. През 1634 г. селището вече съществува на холандските географски карти. През 1899 г. е завършена жп линията Котлас – Вятка, което въздейства изключително благоприятно на местната търговия и развитието на селото. По времето на Първата световна война Котлас играе важна роля като транспортен възел, тъй като оттук са пристигали английските въглища и военни материали. През 1917 г. селището е преобразувано в град. През 1930-те години Котлас става място за заточение, като тук са били изпращани кулаци за да работят в дърводелските предприятия. През 1938 г. в града е създадено управление на ГУЛАГ, чиито затворници са работили основно по построяването на жп линията Котлас – Воркута. На територията на града са се намирали общо около 10 лагера. През Втората световна война, с построяването на жп линията Коноша – Котлас – Воркута през 1941 г., градът утвърждава ролята си на транспортен възел. Оттук минават въглища от Воркута към фронта. В следвоенните години промишлеността на Котлас претъпява голям ръст. През 1950-те години в състава на града влиза селището от градски тип Лименда.

## Население
| 1911   | 1926   | 1931   | 1939   | 1959   | 1962   | 1967   | 1973   |
| ------ | ------ | ------ | ------ | ------ | ------ | ------ | ------ |
| 600    | 4000   | 5500   | 17 300 | 52 608 | 56 000 | 61 000 | 57 000 |
| 1976   | 1979   | 1982   | 1986   | 1989   | 1992   | 1996   | 1998   |
| 59 000 | 61 454 | 64 000 | 69 000 | 68 021 | 68 700 | 67 600 | 66 900 |
| 2001   | 2003   | 2005   | 2007   | 2009   | 2011   | 2013   | 2015   |
| 65 500 | 60 600 | 59 600 | 59 300 | 59 057 | 60 600 | 60 348 | 60 981 |

## Климат
Климатът в Котлас е умереноконтинентален, граничещ със субарктичен. Средната годишна температура е 2 °C, средната влажност на въздуха е 80%, а средните годишни валежи са около 576 mm.
| Климатични данни за Котлас            | Климатични данни за Котлас | Климатични данни за Котлас | Климатични данни за Котлас | Климатични данни за Котлас | Климатични данни за Котлас | Климатични данни за Котлас | Климатични данни за Котлас | Климатични данни за Котлас | Климатични данни за Котлас | Климатични данни за Котлас | Климатични данни за Котлас | Климатични данни за Котлас | Климатични данни за Котлас |
| Месеци                                | яну.                       | фев.                       | март                       | апр.                       | май                        | юни                        | юли                        | авг.                       | сеп.                       | окт.                       | ное.                       | дек.                       | Годишно                    |
| Абсолютни максимални температури (°C) | 5,5                        | 5,2                        | 14,5                       | 26,9                       | 33,0                       | 33,9                       | 34,5                       | 35,2                       | 28,7                       | 21,6                       | 12,3                       | 5,5                        | 35,2                       |
| Средни максимални температури (°C)    | −9,6                       | −7,6                       | −0,1                       | 7,9                        | 15,6                       | 20,9                       | 23,5                       | 19,5                       | 13,0                       | 5,3                        | −3,1                       | −7,4                       | 6,5                        |
| Средни температури (°C)               | −13                        | −11,4                      | −4,6                       | 2,5                        | 9,3                        | 14,9                       | 17,6                       | 14,1                       | 8,6                        | 2,5                        | −5,6                       | −10,5                      | 2,0                        |
| Средни минимални температури (°C)     | −16,9                      | −15,3                      | −8,9                       | −2,2                       | 3,6                        | 9,1                        | 12,0                       | 9,5                        | 5,0                        | 0,0                        | −8,3                       | −13,9                      | −2,2                       |
| Абсолютни минимални температури (°C)  | −47,1                      | −44,9                      | −36                        | −29,9                      | −12,8                      | −3                         | −0,8                       | −3,6                       | −7,1                       | −22,5                      | −36,8                      | −44,9                      | −47,1                      |
| Средни месечни валежи (mm)            | 37                         | 29                         | 28                         | 31                         | 47                         | 68                         | 74                         | 65                         | 53                         | 52                         | 49                         | 43                         | 576                        |
| ------------------------------------- | -------------------------- | -------------------------- | -------------------------- | -------------------------- | -------------------------- | -------------------------- | -------------------------- | -------------------------- | -------------------------- | -------------------------- | -------------------------- | -------------------------- | -------------------------- |
| Източник: Погода и Климат             |                            |                            |                            |                            |                            |                            |                            |                            |                            |                            |                            |                            |                            |

## Икономика
Основата на икономиката в Котлас е железопътната линия и свързаните с нея предприятия. Градът е важен жп възел, като главната жп линия, свързваща Централна Русия с Република Коми, минава през Котлас. Има заводи за дървообработване и за електромеханични устройства. Градът също така разполага с речно пристанище и летище.

## Побратимени градове
- / Бахчисарай, Украйна/Русия
- Тарнов, Полша
- Уотървил, Мейн, САЩ